# Zichem
Zichem és un antic municipi de Bèlgica a la província del Brabant Flamenc a la vall del Dèmer. Era un municipi independent fins a la fusió dels municipis de l'1 de gener de 1977 quan es va integrar en la nova entitat de Scherpenheuvel-Zichem.
El primer esment escrit data del 1141. Durant l'antic règim tenia drets de ciutat i pertanyia a Maria van Loon-Heinsberg, que descendia dels comtes de Loon. El 1301 és van erigir les primeres muralles. Després del seu matrimoni amb Jan IV de Nassau el 1440, Zichem va passar al comtat de Nassau-Dillenburg. Zichem tenia un comerç florent de drap i altres teixits. A més de la indústria del tèxtil s'hi va desenvolupar la vinya –conreu avui desaparegut– a les costes de la vall del Dèmer. Abans de la Guerra dels Vuitanta Anys, Zichem era una de les ciutats principals del ducat de Brabant. La pesta negra va tocar al segle xv i el lloc va decaure, ocàs del qual a poc a poc es va restablir al segle xvi.
El 1578 les tropes espanyoles sota el general Alexandre Farnese van conquerir la ciutat, que era aleshores un feu de Guillem de Nassau confiscat per Felip II, als republicans de les Províncies Unides. El 1580 Zichem va ser colpejat per un terratrèmol en què va caure la torre mestra del castell. El 8 d'octubre del mateix any les tropes de les Províncies Unides van reconquerir Zichem. El 1599 les tropes espanyoles van tornar, van saquejar i després incendiar tota la ciutat. La població va fugir i va tornar a poc a poc durant el segle xvii. Va convertir-se un petit poble rural que mai no va recobrar la magnificència d'antany. Noves guerres i epidèmies van fer estrals fins a la fi del segle xviii.

## Monuments
- L'antiga casa de postes «Het Witte Paard» (el cavall blanc) de 1617 a la plaça major. És l'edifici civil més vell que es va conservar. Antigament hi havia el peatge per els vaixells que passaven al Dèmer. Les boles de canó de la façana recorden la massacre que les tropes espanyoles van provocar durant la guerra dels vuitanta anys. Un desastre que gairebé va suposar la fi de la ciutat.[7]
- L'església de Eustaci acabadada al segle xvi amb uns elements del segle xiii
- El molí d'aigua
- La torre «Maagdentoren» (1386-1388), restes de l'antiga torre de defensa de la frontera entre el ducat de Brabant i el comtat de Loon.[5]

## Persones conegudes
- Ernest Claes (1885-1968), escriptor de novel·les regionals